# Baie Jean-Pierre
Pour les articles homonymes, voir Jean-Pierre.
Ne doit pas être confondu avec Baie Jean-Pierre (lac Supérieur).
La baie Jean-Pierre est un plan d'eau douce de la partie Sud-Est du réservoir Gouin, dans le territoire de la ville de La Tuque, en Haute-Mauricie, dans la région administrative de la Mauricie, dans la province de Québec, au Canada.
Cette baie est surtout comprise dans le canton de Leblanc et d’Aubin. À la suite de l’érection complétée en 1948 du barrage Gouin, la « baie Jean-Pierre » s’est formée par le rehaussement des eaux de la rivière Jean-Pierre. Depuis 1948, la baie Jean-Pierre s’avère une extension du lac Brochu situé plus au Nord-Ouest, soit à l’extrême Est du réservoir Gouin.
Les activités récréotouristiques constituent la principale activité économique du secteur. La foresterie arrive en second. Une base civile d’hydravions est aménagée en haut du barrage Gouin.
La route 400, reliant le barrage Gouin au village de Parent (Québec), dessert la partie Sud de la baie Jean-Pierre, ainsi que les vallées des rivières Jean-Pierre et Leblanc ; cette route dessert aussi la péninsule qui s’étire vers le Nord dans le réservoir Gouin sur 30,1 km. Quelques routes forestières secondaires sont en usage à proximité pour la foresterie et les activités récréotouristiques.
La surface de la baie Jean-Pierre est habituellement gelée de la mi-novembre à la fin avril, toutefois la circulation sécuritaire sur la glace se fait généralement du début décembre à la fin de mars.

## Géographie
Cette baie comporte une longueur de 13,9 km dans le sens Nord-Sud, ressemblant à une longue carotte pointant vers le Sud. Elle recueille du côté Est les eaux de la rivière Jean-Pierre (réservoir Gouin). Cette baie est bordée du côté Ouest par une série de montagnes.
La baie Jean-Pierre est formée par le barrage Gouin. La confluence entre la baie Kikendatch et la baie Jean-Pierre est localisée à :
- 68,5 km au Sud-Est du centre du village de Obedjiwan lequel est situé sur une presqu’île de la rive Nord du réservoir Gouin ;
- 52,5 km au Nord-Ouest du centre du village de Wemotaci (rive Nord de la rivière Saint-Maurice) ;
- 143,8 km au Nord-Ouest du centre-ville de La Tuque ;
- 246,6 km au Nord-Ouest de l’embouchure de la rivière Saint-Maurice (confluence avec le fleuve Saint-Laurent à Trois-Rivières)[1].

Les bassins versants voisins du « baie Jean-Pierre » sont :
- côté nord : réservoir Gouin, baie Kikendatch, lac Brochu (réservoir Gouin), rivière au Vison ;
- côté est : baie Kikendatch, rivière Saint-Maurice, rivière des Cyprès (La Tuque), baie au Vison ;
- côté sud : rivière Jean-Pierre (réservoir Gouin), lac Peter, lac Ellwood, rivière Huot ;
- côté ouest : baie Bouzanquet, lac des Cinq Milles, réservoir Gouin, rivière de la Galette (réservoir Gouin), rivière Leblanc (réservoir Gouin).

Le courant provenant du Nord-Ouest, soit du lac Brochu (réservoir Gouin), conflue avec la partie Nord de la baie Jean-Pierre. Tandis que le courant provenant de la rivière Jean-Pierre (réservoir Gouin) traverse vers le Nord la baie Jean-Pierre sur 7,5 km jusqu’à l’entrée de la baie Kikendatch. De là, le courant se dirige vers l’Est sur 12,0 km jusqu’au barrage Gouin. À partir de ce barrage, le courant emprunte la rivière Saint-Maurice jusqu’à Trois-Rivières.

## Toponymie
Cet hydronymie constitue un prénom d’origine française.
Le toponyme "Baie Jean-Pierre" a été officialisé le 2 août 1991 par la Commission de toponymie du Québec.